# Campbell River
Camobell River è una città della Columbia Britannica, in Canada, nel distretto regionale di Strathcona. La città è localizzata sull'isola di Vancouver.